# Umarkhed
 (mars 2024).
Umarkhed, est une ville et un conseil municipal du district d'Yavatmal dans l'État indien du Maharashtra. Lors du recensement de l'Inde de 2011, sa population s'élève à 47 458 habitants.